# Club Libertad
Maillots
Actualités
Le Club Libertad est un club paraguayen de football basé à Asuncion.

## Histoire

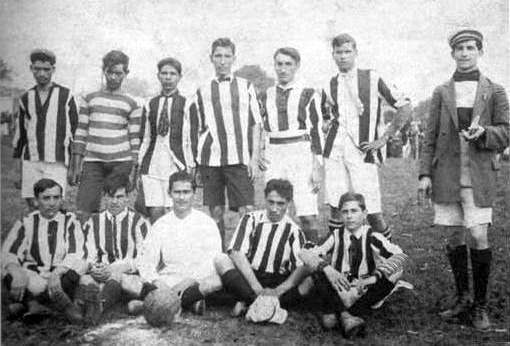
Libertad, championne en 1910.

En 1905, l'instabilité politique règne au Paraguay. Un groupe de jeunes hommes, arrivé à Asuncion par un bateau nommé "Libertad" (Liberté), mène une révolution renversant le gouvernement du Partido Colorado. Ces hommes faisaient partie du parti d'opposition, le Partido Liberal, émanation de Juan Manuel Sosa Escalada, qui, avec quelques amis, ont décidé de créer un club de sport nommé Club Libertad le 30 juillet 1905.
Depuis sa première victoire en Championnat en 1910, le Libertad a souvent été éclipsé par les deux autres grands clubs paraguayens : l'Olimpia Asuncion et Cerro Porteño, vainqueurs de la plupart des titres. Malgré tout, Libertad s'est affirmé comme le troisième club du pays, avec 20 titres de champion.
En 2006, Libertad est arrivé jusqu'en demi-finale de la Copa Libertadores, en perdant contre le futur champion, l'Internacional de Porto Alegre. Le match à Asuncion se termine sur un score nul et vierge. Mais à Porto Alegre, Libertad multiplie les bonnes occasions. Mais l'Inter s'impose en fin de match et se qualifie en finale. Beaucoup de journalistes estimaient que Libertad méritait de se qualifier en finale pour affronter le São Paulo FC, champion en 2005 et vainqueur de la première édition de la Coupe du monde des clubs (victoire 1-0 contre Liverpool). La Libertad n'a jamais atteint une finale de compétition continentale.

## Palmarès
- Championnat du Paraguay de football  (25)
  - Champion : 1910, 1917, 1920, 1930, 1943, 1945, 1955, 1976, 2002, 2003, 2006, 2007, 2008 (A), 2008 (C), 2010 (C), 2012 (C), 2014 (A), 2014 (C), 2016 (A), 2017 (A), 2021 (A), 2022 (A), 2023 (A), 2023 (C), 2024 (A)

- Coupe du Paraguay (3) :
  - Vainqueur : 2019, 2023 et 2024

- Supercoupe du Paraguay (2) :
  - Vainqueur : 2023, 2024

## Anciens joueurs
- Gerardo Rivas
- Delfín Benítez Cáceres
- Hermes González
- Estanislao Struway
- Juan Bautista Torales
- Justo Villar
- Pedro Sarabia
- Fabián Balbuena
- Gustavo Gómez
- Hugo Martínez
- Jesús Medina
- Wilson Pittoni (en)
- Jorge Moreira (en)
- Jorge González
- Hernán Rodrigo López
- Omar Pouso (en)
- Julio Enciso

## Entraîneurs
- Oswaldo Piazza (2003–2004)
- Gerardo Martino (2006–2007)
- Gregorio Pérez (2010–2011)
- Jorge Burruchaga (2011–2012)
- Pedro Sarabia (2013–2016)
- Aldo Bobadilla (2018)
- Leonel Álvarez (2018–2019)
- José Chamot (2019)
- Ramón Díaz (2020)
- Gustavo Morínigo (2020)
- Daniel Garnero (en) (2021-sep. 2023)
- Ariel Galeano (en) (sep.2023-août 2024)
- Daniel Garnero (août 2024-novembre 2024)
- Sergio Aquino (depuis novembre 2024)